# Pafnucio Santo
Pafnucio Santo é um filme de drama mexicano de 1977 dirigido e escrito por Rafael Corkidi. Foi selecionado como representante do México à edição do Oscar 1978, organizada pela Academia de Artes e Ciências Cinematográficas.

## Elenco
- Juan Barrón - Adán / Jesus Crito
- Pablo Corkidi - Pafnucio
- Susana Kamini - Patricia Hearst
- Gina Morett